# غاري وودز
غاري وودز (بالإنجليزية: Gary Woods)‏ (1 أكتوبر 1990 في المملكة المتحدة - ) هو لاعب كرة قدم بريطاني في مركز حراسة المرمى. شارك مع منتخب إنجلترا تحت 18 سنة لكرة القدم. أما مع النوادي، فقد لعب مع كامبريدج يونايتد ومانشستر يونايتد ونادي دونكاستر روفرز ونادي روس كاونتي ونادي ليتون أورينت ونادي واتفورد.

## وصلات خارجية
- غاري وودز على موقع قاعدة بيانات كرة القدم.إي يو (الإنجليزية)
- غاري وودز على موقع Soccerbase.com (لاعب) (الإنجليزية)
- غاري وودز على موقع Soccerway.com (الإنجليزية)
- غاري وودز على موقع عالم كرة القدم.نت (الإنجليزية)